# Chrysopa serrana
Chrysopa serrana är en insektsart som beskrevs av Navás 1927. Chrysopa serrana ingår i släktet Chrysopa och familjen guldögonsländor. Inga underarter finns listade i Catalogue of Life.